# Interleukin-10
Interleukin-10 (oder kurz: IL10, oder veraltet: Cytokine-synthesis inhibitory factor bzw. kurz: CSIF) gehört innerhalb der Zytokine (Botenstoffe des Immunsystems) zu den Interleukinen. Es wird vor allem von Monozyten und ferner von TH2-Lymphozyten sezerniert. Es hat zahlreiche Funktionen in der Regulation des Immunsystems. Es wirkt unter anderem begrenzend und hemmend auf Abwehrvorgänge, die z. B. in einen septischen Schock münden können und schützt damit den Organismus davor, sich durch übersteigerte Entzündungsprozesse selbst zu zerstören. Es ist zusammen mit TGF-β eines der wichtigsten antientzündlichen Zytokine und wichtig zur Entwicklung der Immuntoleranz. Es hemmt die Bildung von Zytokinen der Th1-Antwort und wirkt verlängernd auf das Überleben, Vermehrung und die Antikörperproduktion von B-Lymphozyten. Es blockiert den nukleären Faktor NF-κB und ist in die Regulation des JAK-STAT-Signalweges einbezogen. Interleukin-10 ist ein wesentlicher Immunmodulator im Intestinaltrakt. Ein Mangel geht mit einer Veranlagung zu chronisch entzündlichen Darmerkrankungen wie Morbus Crohn oder Colitis ulcerosa einher.

## Genetik
Der Präkursor des Interleukin-10 wird beim Menschen auf Chromosom 1 Genlocus q31-32 kodiert. Das Genprodukt umfasst 178 Aminosäuren.

## Funktionen
- IL-10 hemmt die CD-28-Signalgebung und die Bildung von Tumornekrosefaktor, Interleukin-1 (und fördert synergistisch die Bildung eines Interleukin-1-Rezeptorantagonisten), Interleukin-2 und Interleukin-6 in antigenpräsentierenden Zellen wie z. B. Monozyten und dendritischen Zellen und damit indirekt die Aktivierung von T-Lymphozyten.
- IL-10 hemmt die Aktivierung der Cyclooxygenase-2 durch Lipopolysaccharide in Monozyten.
- Es lenkt die T-Lymphozytenantwort mehr von der TH1 zu TH2 hin.
- IL-10 fördert die Proliferation der B-Lymphozyten und ihre Differenzierung zu Plasmazellen. Andererseits hemmt es die IgE-Bildung in Gegenwart von Monozyten.
- Bei Natürlichen Killerzellen kann IL-10 die Interferon-Bildung hemmen in der Gegenwart von Monozyten oder dendritischen Zellen oder sie verstärken, wenn auf isolierte Natürliche Killerzellen gleichzeitig Interleukin-12 einwirkt.
- Fördert die Phagozytose und hemmt die Antigenpräsentation bei Monozyten. Monozyten differenzieren weniger zu antigenpräsentierenden und damit die Entzündung allgemein fördernden dendritischen Zellen, sondern mehr zu die Entzündungsursache beseitigenden Makrophagen. Interleukin-10 hemmt aber nicht bereits ausdifferenzierte dendritische Zellen, da diese keinen IL-10-Rezeptor mehr exprimieren.

## Pegilodecakin
Pegilodecakin (PEG-hIL-10) ist ein rekombinantes PEGyliertes IL-10, welches in der Tumortherapie getestet wird. Die Hoffnungen stützen sich auf Tierversuche, bei denen intratumorale, zytotoxische CD8+-T-Lymphozyten durch IL-10 aktiviert wurden. Die klinische Anwendung von Pegilodecakin beschränkt sich auf Phase-I-Studien beim Nierenkrebs und diversen soliden Tumoren. Eine Zulassung zur Anwendung am Menschen außerhalb von Studien besteht nicht.